# موسوعة اشجار المانجو
موسوعة أشجار المانجو (الأنبا) – (بالإنجليزية: The Mango Tree Encyclopedia)، و (بالإسبانية: La Enciclopedia Del Mango)، و (بالفرنسية: L'Encyclopédie Du Manguier): هي أحد إصدارات شؤون البلاط السلطاني بسلطنة عُمان وتعتبر مشروع بحثي استغرق العمل فيها عشر سنوات بمساهمة أكثر من 60 دولة، بدأ تنفيذه بأوامر سامية من لدن السُلطان قابوس بن سعيد -سُلطان سلطنة عمان- في سبتمر عام 2005، وجاءت هذه الأوامر لتلبية الاحتياجات في سلطنة عمان والتي تتمشى مع التوجهات العالمية في مجال التنمية الزراعية وما يخص شجرة المانجو بالتحديد، وترتبط شجرة المانجو بالعُمانيين منذ العصور القديمة، وتحظى هذه الشجرة بمكانه واهتمام لدى كثير من شعوب العالم.
وتوجد هذه الموسوعة في المكتبات العالمية بأربع لغات مختلفة (العربية والإنجليزية والفرنسية والإسبانية) وبنسختيها المطبوعة والإلكترونية، لهذا توفر آفاقا رحبة للباحثين والمهتمين لابتكار الجديد في عالم فاكهة المانجو وتتيح لكافة شرائح المجتمع الاستفادة القصوى منها، وساهم في إعداد هذه الموسوعة 157 عالماً وباحثاً من مختلف دول العالم وتم تجميع ما لا يقل عن 400 ألف صورة من السلطنة ومن مختلف دول العالم وتوثيقها وتم الحفاظ على الملكية الفكرية لكل صورة من الصور.

## بداية الموسوعة
أُصيبت شجرة المانجو (الأنبا) بأفة فطرية قضت على مجموعة كبيرة منها؛ الأمر الذي دعا إلى دراسة الموضوع وإيجاد الحلول لهذه المشكلة. حيث تعتبر سلطنة عمان من أُولى الدول التي أدخلت زراعة المانجو تقريبا في القرن العاشر الميلادي، حيث أتت شجرة المانجو من الهند وتمت زراعتها في السلطنة وانتشرت فيها ومنها انتقلت زراعتها إلى الدول العربية والإفريقية الأخرى. وجاء مشروع موسوعة أشجار المانجو (الأنبا) كأحد الحلول للحفاظ على هذه الشجرة.

## فريق الموسوعة
تم تشكيل فريق فني معني بإدارة وتنفيذ الموسوعة ولجنة الإدارة والاشراف للإشراف على سير العمل في مراحله المختلفة، بالإضافة إلى لجنة استشارية تتضمن أعضاء من دول مختلفة للاستفادة من خبراتهم العلمية في هذا المجال، كما تم التعاون مع المنظمات الدولية والمؤسسات البحثية ومنها منظمة الأغذية والزراعة العالمية (الفاو) والهيئة الدولية للتنوع الإحيائي بإيطاليا للاستفادة من تجارب وأبحاث المختصين والتعرف على ما تم إنجازه في هذا المجال. ثم قام الفريق الفني بالتخاطب مع الدول المعنية بزراعة المانجو عن طريق وزارة الخارجية العُمانية؛ وذلك لحصر الاحتياجات والموارد اللازمة للمشروع ووضع الجدول الزمني لتنفيذ المشروع. ومن خلال حصر وتحديد الدول المنتجة للمانجو تم التعاون مع العديد من الدول التي ساهمت في توفير بيانات وتنفيذ البحث، وتم تضمين (65) دولة من هذه الدول في الموسوعة.

## الدول المضمنة في الموسوعة
الدول الـ (65) المضمنة في الموسوعة هي:
| جمهورية الأرجنتين          | اتحاد أستراليا الفدرالي     | مملكة البحرين                           | جمهورية بنغلاديش الشعبية                   | بيليز                                 |
| جمهورية بوتسوانا           | جمهورية البرازيل الاتحادية  | بروناي دار السلام                       | بوركينا فاسو                               | جمهورية بوروندي                       |
| مملكة كمبوديا              | جمهورية الصين الشعبية       | جمهورية كوبا                            | جمهورية كولومبيا                           | جمهورية جيبوتي                        |
| جمهورية الدومينيكان        | جمهورية مصر العربية         | دولة أرتيريا                            | الجمهورية الأثيوبية الديمقراطية الفيدرالية | جزيرة ريونيون (الجمهورية الفرنسية)    |
| جمهورية غامبيا             | جمهورية غويانا              | جمهورية هايتي                           | جمهورية هندوراس                            | الجمهورية الإيطالية                   |
| جمهورية الهند              | جمهورية إندونيسيا           | جامايكا                                 | اليابان                                    | جمهورية غينيا                         |
| جمهورية مدغشقر             | جمهورية ملاوي               | جمهورية المالديف                        | جمهورية مالي                               | اتحاد ماليزيا                         |
| المملكة المغربية           | جمهورية موريشيوس            | الولايات المتحدة المكسيكية              | جمهورية ناميبيا                            | جمهورية النيبال الديمقراطية الاتحادية |
| جمهورية نيكاراغوا          | جمهورية نيجيريا الفيدرالية  | جمهورية باكستان الإسلامية               | جمهورية بيرو                               | جمهورية الفلبين                       |
| الجمهورية البرتغالية       | دولة قطر                    | المملكة العربية السعودية                | جمهورية السنغال                            | جمهورية سيشل                          |
| جمهورية جنوب إفريقيا       | مملكة إسبانيا               | جمهورية سريلانكا الديمقراطية الاشتراكية | جمهورية السودان                            | تايوان                                |
| جمهورية تنزانيا المتحدة    | مملكة تايلند                | جمهورية توغو                            | جمهورية ترينيداد وتوباغو                   | الإمارات العربية المتحدة              |
| الولايات المتحدة الأمريكية | جمهورية فنزويلا البوليفارية | جمهورية فيتنام الاشتراكية               | الجمهورية اليمنية                          | جمهورية زامبيا                        |

## مجلدات الموسوعة
توفر موسوعة أشجار المانجو (الأنبا) إحصائيات وبيانات ومعلومات تخدم جميع شرائح المجتمع وفئاته من باحثين وطلاب ومزارعين ومهتمين ومثقفين في مجال زراعة وإنتاج المانجو حيث تحتوي الموسوعة من 5 مجلدات موزعة في 10 أجزاء على النحو التالي:

### المجلد الأول: زراعة المانجو في سلطنة عُمان
يتصدر هذا المجلد الموسوعة ويتضمن معلومات مهمة عنها، مثل: التعريف بالموسوعة وأهدافها ومحتواها، ويعرض مسيرتها وآلية تنفيذه وطباعتها وإخراجها. ويتناول هذا المجلد زراعة المانجو في سلطنة عمان، ويحتوي على تاريخ المانجو وتوزيعها الجغرافي وطرق زراعتها وإنتاجها وأهميتها الاقتصادية، بالإضافة إلى وصف لأصناف المانجو العُمانية والأصناف المستوردة منها، ودراسة تنوعها الوراثي، وتم اعتماد تسمية الأصناف العُمانية في هذا المجلد من قِبل السلطان قابوس بن سعيد، ومن بين الأسماء الجديدة المتعمدة: الخوخ، فرض، المشموم، الشذية، الصندلية، زعفران، الخيلية، عود القهوة، الزنجبارية، عود العربانه، عود بنات أحمد، الحلقوم وعود الأخضر.

### المجلد الثاني: إنتاج المانجو واستخداماته
يتكون هذا المجلد من جزئين. ويعتبر المجلد الثاني مرجعا أساسيا للطلاب والباحثين ودليلا للقائمين على مزارع المانجو وتطويرها حول العالم؛ وذلك لأنه يتحدث عن زراعة المانجو واستخداماتها وتاريخ المانجو وتوزيعها الجغرافي وزراعتها في العالم والمعاملات الزراعية المرتبطة بها والإحصائيات والبيانات والأهمية الاقتصادية والآفاق المستقبلية لهذه الفاكهة، وتم إعداده بالتعاون مع العلماء والباحثين في مجال المانجو من مختلف دول العالم.

### المجلد الثالث: آفات وأمراض المانجو
يشمل هذا المجلد على معلومات مفصلة عن آفات وأمراض المانجو في العالم وتاريخها وتأثيرها الاقتصادي وطرق مكافحتها، وتم تخصيص فصل كامل لمناقشة مرض ذبول المانجو الذي يهدد أشجار المانجو في سلطنة عُمان، هذا المجلد مهم للمزارعين والمهتمين في تقديم الحلول للصعوبات التي تهدد إنتاج المانجو في الميدان الزراعي، حيث يقدم دليلا للمختصين والدارسين للآفات والأمراض بما يشتمل عليه من دراسات وتفاصيل دقيقة تمكن القارئ من الاستدلال على الآفة والحشرة من خلال الصور والرسومات التوضيحية، وتمكنه من مكافحتها والتخلص منها، والتعرف على إجراءات مكافحة آفات وحشرات شجرة المانجو في بلدان العالم.

### المجلد الرابع: زراعة المانجو حول العالم
يتكون هذا المجلد من جزئين، ويُمكن هذا المجلد الباحث والمطلع للاستفادة من تجارب مختلف دول العالم في مجال إنتاج وتطوير المانجو، حيث يحتوي على زراعة أشجار المانجو في دول مختلفة من العالم، ويوجد به بيانات إحصائية تتعلق بالمساحات المزروعة والأهمية الاقتصادية والتوزيع الجغرافي لها.

### المجلد الخامس: أصناف المانجو حول العالم
يتكون هذا المجلد من أربعة أجزاء، ويتضمن وصفا دقيقا وشاملا لما يقارب 900 صنف من أصناف المانجو المزروعة في دول مختلفة من العالم، ويعرض التنوع المورفولوجي (الشكلي) لأصناف المانجو وموطنها مدعما بالصور والبيانات العلمية التي تعرض جوانب هذا التنوع الأحيائي الذي تتمتع به هذه الفاكهة وأنواعها التجارية والمحلية؛ وهذه التفاصيل المعرفية مفيدة لوضع طرق جديدة لتعزيز التنوع الأحيائي العالمي للوفاء باحتياجات البشر الحاضرة والمستقبلية.